# Lélio ou le Retour à la vie
Pour les articles homonymes, voir Lélio (homonymie) et Retour à la vie.

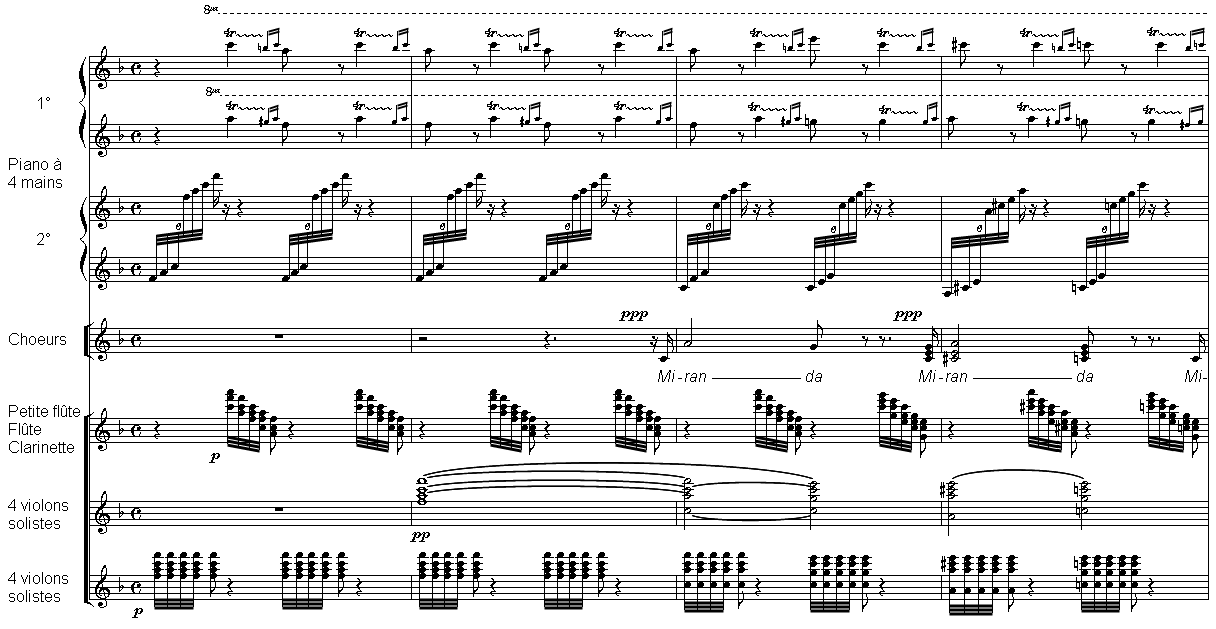
Berlioz – Lélio, piano dans l'orchestre.

Lélio ou le Retour à la Vie, op. 14b, est une œuvre musicale du compositeur français Hector Berlioz incorporant un texte parlé, écrit comme suite de la  Symphonie fantastique et qu'il a lui même qualifié de mélologue.
Composée en Italie en 1831, elle a été créée au Conservatoire de Paris le 9 décembre 1832 sous le titre Le Retour à la vie, mélologue en six parties. Elle a été révisée pour une représentation à Weimar à la demande de Franz Liszt en 1855 et publiée l'année suivante.

## Description
Lélio est la suite de la Symphonie fantastique. Berlioz écrit que l’œuvre « doit être entendue immédiatement après la Symphonie Fantastique, dont elle est la fin et le complément. » Lélio  réutilise l'idée fixe (le thème musical récurrent qui symbolise l'être aimé). Tout comme la symphonie, cette suite est inspirée des amours tragiques de Berlioz, avec Harriet Smithson pour la symphonie, avec Camille Moke pour Lélio, deux femmes qui ont rompu leurs fiançailles avec le compositeur, lui faisant alors songer au suicide. Lélio est une allégorie du compositeur surmontant son désespoir et « revenant à la vie » grâce à la musique et la littérature.
Par la suite, Berlioz donna une interprétation différente, disant que la symphonie et Lélio parlent de Harriet Smithson (qui devint sa femme par la suite). La symphonie décrit l'artiste désespéré essayant de se tuer par surdose d'opium, ceci créant une série de visions de plus en plus terrifiantes. Lélio parle de l'artiste se réveillant de ses rêves, méditant sur Shakespeare, sa vie triste et sur le fait de ne pas avoir de femme ; il décide alors que s'il ne peut pas oublier cet amour non partagé, il s'immergera dans la musique ; il dirige alors avec succès un orchestre sur une de ses nouvelles compositions et l'histoire se termine bien.
Le nom « Lélio » est celui d’un personnage de la commedia dell'arte, incarnation de l'amour heureux, et est également celui du héros d'un roman de George Sand, La Dernière Aldini, paru en 1838, qui relate le parcours d'un chanteur pauvre qui connaît une ascension sociale et musicale à travers deux amours contrariées.
Lélio ou le Retour à la vie est divisé en six parties présentées par un acteur debout sur scène devant un rideau cachant l'orchestre. Les monologues dramatiques de l'acteur expliquent la signification de la musique dans la vie de l'artiste. L'œuvre débute et se termine avec le thème de l'idée fixe, liant Lélio à la Symphonie fantastique.

## Structure
Cette œuvre est en six parties :
1. Le pêcheur. Ballade - Sur une traduction de la ballade de Goethe Der Fischer.
2. Chœur d'ombres - Une évocation de l'atmosphère fantomatique d'Hamlet de Shakespeare, cette pièce réutilise des morceaux de la cantate La mort de Cléopâtre.
3. Chanson de brigands - Une célébration de la liberté par des bandits en Calabre.
4. Chant de bonheur - Souvenirs - La musique provient de la cantate La mort d’Orphée (1827).
5. La harpe éolienne, pour orchestre seul - la musique provient de la cantate La mort d’Orphée. La harpe éolienne est un important symbole de l'inspiration artistique dans le romantisme.
6. Fantaisie sur la "Tempête" de Shakespeare - Partie pour orchestre et chœurs, chantée en Italien, basée sur la pièce de Shakespeare The Tempest. Cette œuvre marque la première utilisation du piano comme instrument de l'orchestre. Berlioz, qui se répétait rarement, ne l'utilisa ensuite jamais plus (The work marks the first appearance of the piano as an orchestral instrument. Berlioz, who rarely repeated himself, never made use of it again - Cairns p. 382).

## Discographie
| Direction             | Récitant                         | Solistes                                       | Chœur & Orchestre                                               | Année d'enregistrement | Label                  |
| --------------------- | -------------------------------- | ---------------------------------------------- | --------------------------------------------------------------- | ---------------------- | ---------------------- |
| René Leibowitz        | André Charpak                    | Joachim Kerol Gabriel Bacquier                 | Chorus & Orchestra Of The New Paris Symphony Association        | 1953                   | Vox Lyrichord          |
| Jean Fournet          | Raymond Nemorin                  | Michel Sénéchal Bernard Lefort                 | London Symphony Orchestra BBC Chorus                            | 1957                   | Cameo classic 2019     |
| Pierre Boulez         | Jean-Louis Barrault              | John Mitchinson John Shirley-Quirk             | London Symphony Orchestra & Chorus                              | 1967                   | CBS Sony 2019          |
| Jean Martinon         | Jean Topart                      | Charles Burles Jean Van Gorp Nicolai Gedda     | Chœur et Orchestre National de la Radiodiffusion Française      | 1973 - 1974            | Emi                    |
| Colin Davis           | Sans narration                   | José Carreras Thomas Allen                     | John Alldis Choir, London Symphony Orchestra                    | 1982                   | Philips                |
| Eliahu Inbal          | Daniel Mesguich                  | Keith Lewis Walter Grönoos                     | Vokalensemble Freiburg Frankfurt Radio Symphony Orchestra       | 1987                   | Denon Brillant classic |
| Rolf Reuter           | Hans-Peter Minetti (en allemand) | Michael Rabsilber Bernd Grabowski              | Rundfunkchor Berlin Orchestre Komischen Oper Berlin             | 1990                   | Berlin classics        |
| Zdeněk Mácal          | Werner Klemperer                 | Glenn Siebert William Diana                    | Milwaukee Symphony Chorus & Orchestra                           | 1994                   | Koss classics 2006     |
| Charles Dutoit        | Lambert Wilson                   | Richard Clement Gordon Gietz Philippe Rouillon | Chœur et Orchestre Symphonique de Montréal                      | 1996                   | Decca                  |
| Michael Tilson Thomas | (2 extraits)                     |                                                | San Francisco Chorus & Orchestra                                | 1998                   | RCA Victor BMG         |
| Michael Gielen        | Joachim Bissmeier                | Herbert Lippert Geert Smits                    | Wiener Singakademie Orchestre symphonique de la Radio de Vienne | 2000                   | Orfeo                  |
| Thomas Dausgaard      | Jean-Philippe Lafont             | Gert Henning-Jensen Sune Hjerrild              | Danish National Symphony Choir & Orchestra                      | 2007                   | Chandos                |
| Riccardo Muti         | Gérard Depardieu                 | Mario Zeffiri Kyle Ketelsen                    | Chicago Symphony Chorus & Orchestra                             | 2015                   | CSO-Resound            |
| Philippe Jordan       | Jean-Philippe Lafont             | Cyrille Dubois Florian Sempey                  | Wiener Singverein Wiener Symphoniker                            | 2019                   | Sony                   |